# Rhombicosidodécaèdre métagyrodiminué
Le rhombicosidodécaèdre métagyrodiminué est un polyèdre faisant partie des solides de Johnson (J78). 
Comme son nom l'indique, il peut être obtenu à partir d'un rhombicosidodécaèdre auquel on a détaché une coupole décagonale (J5) et dont une coupole décagonale adjacente à la coupole opposée est tournée à 36 degrés.
Les 92 solides de Johnson ont été nommés et décrits par Norman Johnson en 1966.